# Thomas Løvold
Thomas Løvold, född den 27 januari 1981 i Oslo i Norge, är en norsk curlingspelare.
Han tog OS-silver i herrarnas curlingturnering i samband med de olympiska curlingtävlingarna 2010 i Vancouver.